# Fokke Simonszstraat 27-29
De Fokke Simonszstraat 27-29 te Amsterdam is een gebouw te Amsterdam-Centrum, Weteringbuurt.
Het gebouw dateert uit circa 1940 en heeft dus de periode dat de Fokke Simonszstraat nog Nieuwe Looierssloot was niet meegemaakt (demping 1873). De Fokke Simonszstraat laat een mengeling zien van allerlei bouwstijlen, in de loop der jaren verdween de originele bebouwing, maar ook de daaropvolgende gebouwen doorstonden de tand des tijds niet allemaal. De portiekwoningen uit 1940 zijn ontworpen door Pieter Rinze Bloemsma en Justus Hendrik Scheerboom. 
Het gebouw op zich is niet van bijzondere architectuur binnen de stijl het Nieuwe Bouwen. Wel valt het op door de toepassing van die bouwstijl binnen de Amsterdamse grachtengordel en de daardoor opvallende moderniteit in deze straat, die zeker tot 1940 veel 19e eeuwse gebouwen bevatte. Het gebouw heeft een betegelde portiek, inpandige garages en is strak rechthoekig vormgegeven. Een andere bijzonderheid is niet vanaf de straat te zien. Een aantal huizen aan de Fokke Simonszstraat is verbonden met de huizen in de achterliggende Nieuwe Looiersstraat. Dat geldt ook voor dit pand, op de Nieuwe Looiersstraat 68-70 staat een broertje, maar dan met een hogere portiek. De duopanden werden in november 2006 tot gemeentelijk monument verklaard.
Het adres aan de Fokke Simonszstraat heeft een "eerste steen" in de gevel.

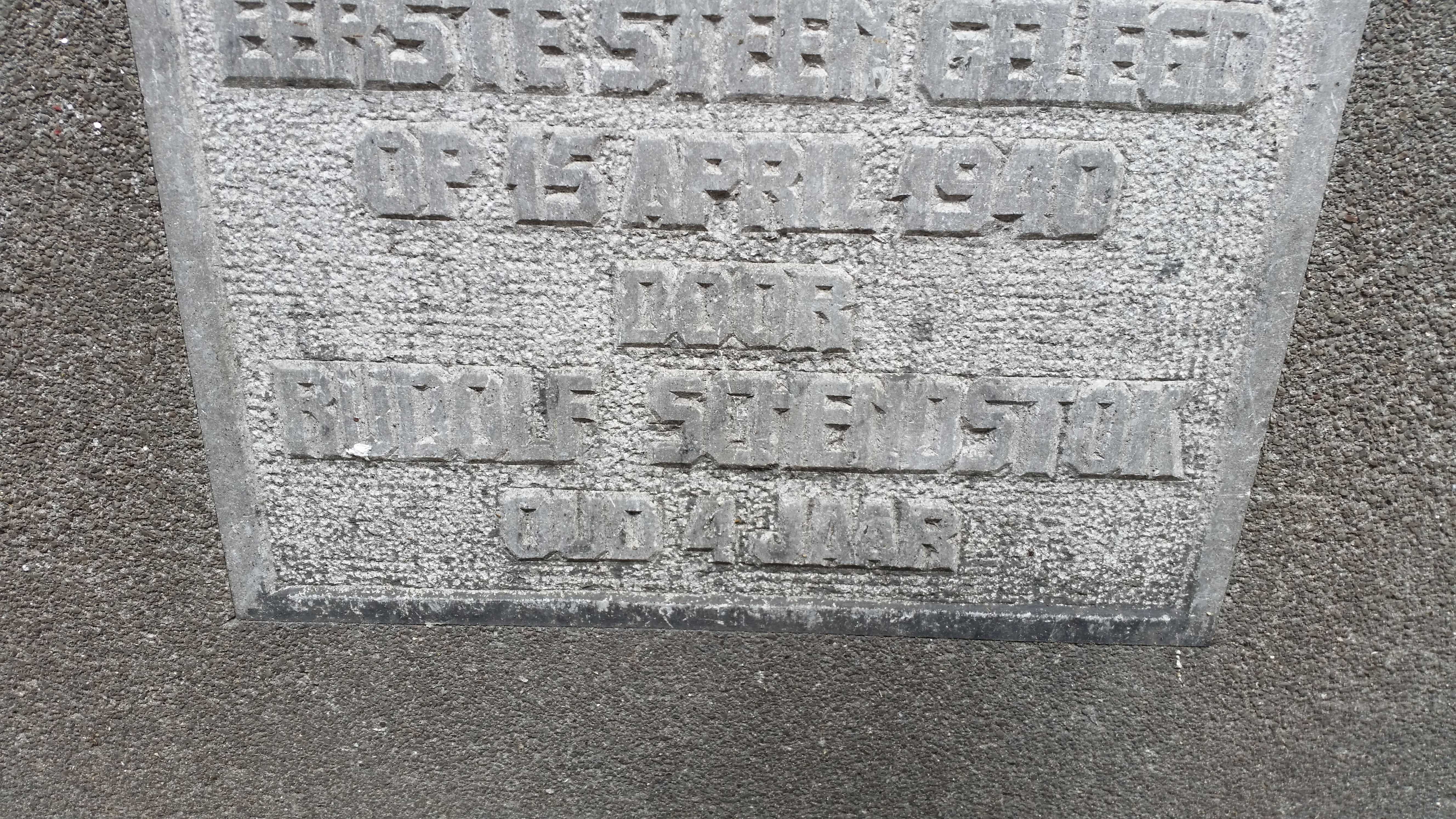
Eerste steen 15 april 1940 (juli 2020)